# Sramli

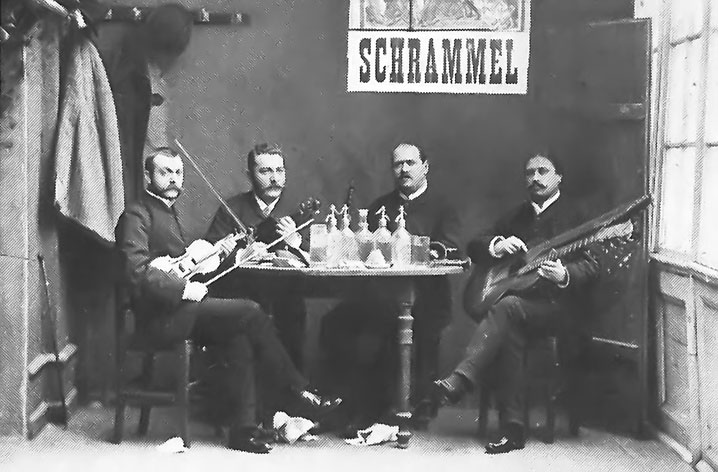
Az eredeti Schrammel kvartett

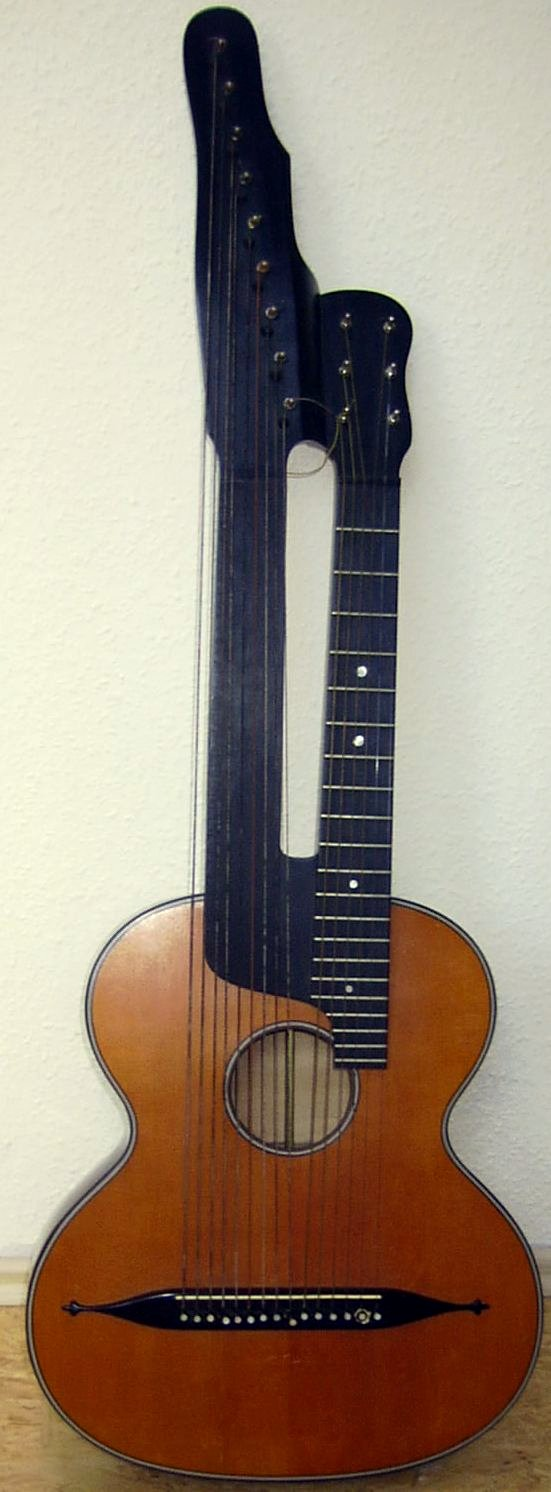
Sramli gitár

A sramli eredetileg tipikus bécsi szórakoztató, népies zene a Schrammel-testvérekről (Johann és Josep Schrammel) kapta a nevét.
A testvérek 1878-ban alapítottak egy kisegyüttest egy gitárossal, Anton Strohmayerrel Bécsben, hozzájuk csatlakozott egy Georg Dänzer nevű klarinétos, így jött létre az „ős-zenekar”, ami „Specialitäten Quartett Gebrüder Schrammel”-nek nevezte magát. Palotákban, bálokon játszottak a bécsi arisztokráciának, valóságos sramli-eufória tört ki, ami Johann Strauss-szal és Johannes Brahmsszal zárult.

## Jellemzői
A kerthelyiségben sramli szól,
és ott lehet csak inni jól.
- A repertoár népszerű keringőkből (valcer), indulókból (mars), polkákból és népies dalokból áll.
- Tipikus hangszerei kezdetben hegedű, gitár, klarinét, harmonika  és szólóének. Napjainkban működnek kizárólag fúvós hangszerekkel zenélő együttesek is.
- Jódlizás: főként az ausztriai Tirol és Svájc népies, szöveg nélküli éneklésmódja. Az énekhang időnként csuklásszerűen a magas fejhangokkal váltakozik, hangok képzésekor a fej rezonál. A technikát segíti a nyitott ill. zárt magánhangzók kiejtése, a tág hangközök magas és mély hangjain.